# Reforma fiscal ecológica
A reforma ambiental de preços ou reforma fiscal ecológica  é uma política fiscal de ajuste de preços de mercado para levar em conta os custos e benefícios ambientais; isso se dá pela utilização de quaisquer formas de tributação ou subsídio para incentivar ou desincentivar práticas com impactos ambientais.
Existe uma externalidade (um tipo de falha de mercado) quando um preço de mercado omite os custos e/ou benefícios ambientais. Em tal situação, decisões econômicas racionais em interesse privado podem levar a danos ambientais, bem como a distorções e ineficiências econômicas.
A reforma ambiental de preçós pode abranger toda a economia, ou mais focada em um setor (como geração de energia elétrica ou mineração) ou uma questão ambiental específica (como mudança climática). Um "instrumento baseado no mercado" ou "instrumento econômico para proteção ambiental" é uma instância individual de reforma ambiental de preços. Os exemplos incluem a transferência de impostos verdes (ecotaxação), licenças de poluição negociáveis ou o subsídio de mercados para serviços ecológicos.